# Agave horrida
Agave horrida är en sparrisväxtart som beskrevs av Lem. och Georg Albano von Jacobi. Agave horrida ingår i släktet Agave och familjen sparrisväxter.

## Underarter
Arten delas in i följande underarter:
- A. h. horrida
- A. h. perotensis

## Bildgalleri

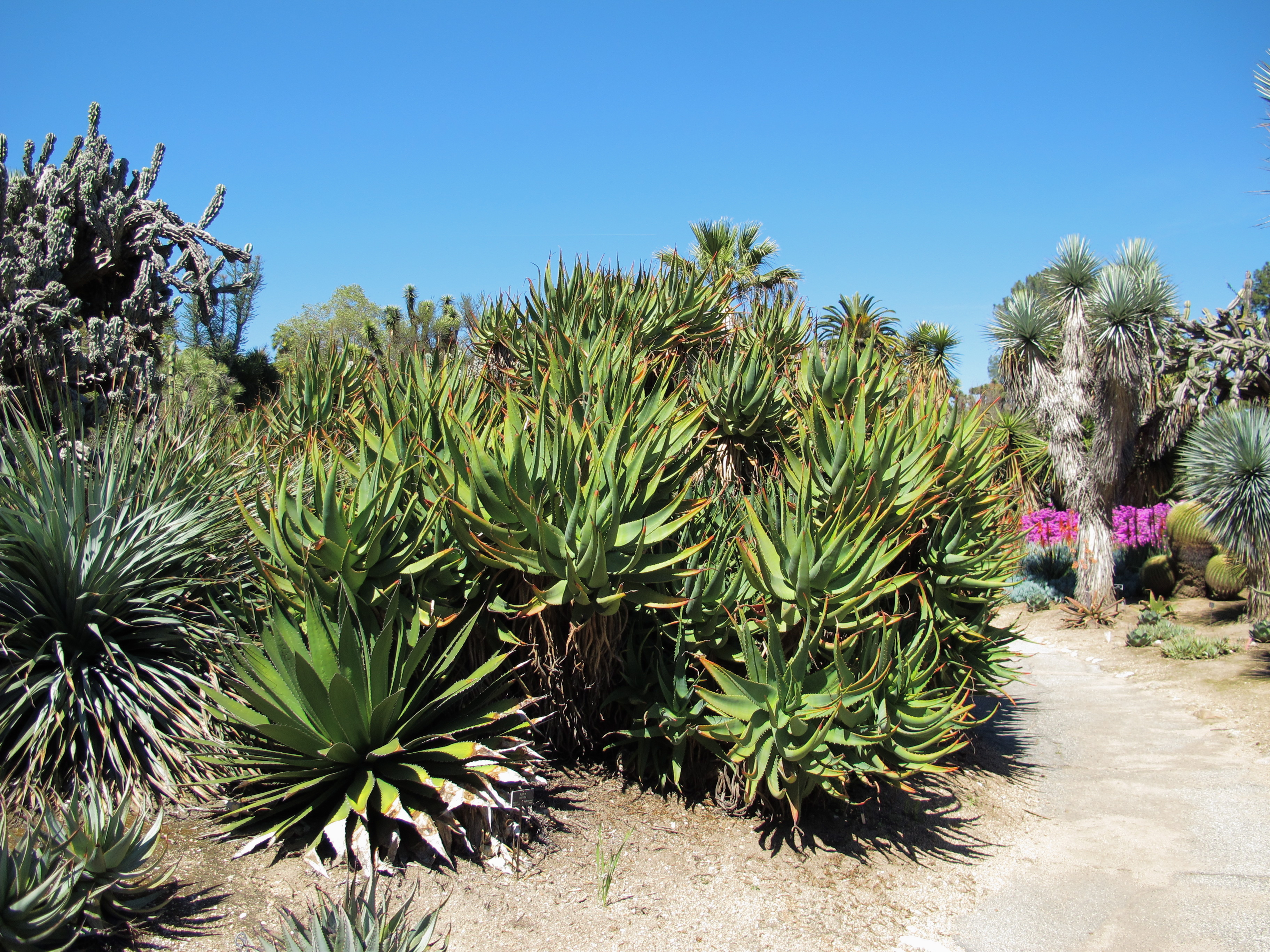